# تیم پناهندگان در المپیک
تیم پناهندگان المپیک از المپیک ۲۰۱۶ ریو در بازی‌های المپیک تابستانی شرکت کرد. هدف تیم پناهندگان ارائه امید و نمایش مقاومت و توانایی‌های ورزشکارانی است که به دلیل جنگ، خشونت یا آزار و اذیت، کمبود امکانات و فشارهای مالی و سیاسی از خانه‌های خود آواره شده‌اند.
کد المپیک تیم پناهندگان در المپیک ۲۰۱۶، "ROT" بود که در المپیک ۲۰۲۰ به "EOR" تغییر یافت. این تیم شامل ۳۶ ورزشکار از ۱۱ کشور مختلف بود که در ۱۲ رشته ورزشی رقابت کردند. از مجموع ۳۹ نفری که از این تیم در بازی‌های المپیک شرکت کردند (۱۰ نفر در ۲۰۱۶ و ۲۹ نفر در ۲۰۲۰) هیچ ورزشکاری موفق به کسب مدال نشده و از این تعداد تنها کیمیا علیزاده، تکواندوکار ایرانی که از طرف کمیته ملی المپیک آلمان به این تیم معرفی شده بود موفق شد در المپیک ۲۰۲۰ برای کسب مدال رقابت کند؛ او در وزن ۵۷ کیلوگرم در نیمه‌نهایی مقابل تاتیانا کوداشوا از روسیه شکست خورد و به دیدار رده‌بندی راه یافت. در رده‌بندی نیز مقابل هدیچه کبری ایلگون از ترکیه شکست خورد و از کسب مدال برنز بازماند.
هامون درفشی‌پور، کاراته‌کای ایرانی نیز در همین المپیک در مرحله گروهی کومیته ۶۷ کیلوگرم مردان با دو برد و دو باخت در رتبه سوم قرار گرفت که اگر می‌توانست در رتبه دوم قرار بگیرد، به عنوان دومین ورزشکار برتر گروه به مرحله نیمه‌نهایی صعود می‌کرد و مدال برنز خود را قطعی می‌کرد.
بازی‌های المپیک تابستانی ۲۰۲۴ در پاریس برای سومین بار میزبان تیم پناهندگان شد. این تیم شامل ۳۶ ورزشکار از ۱۱ کشور بود که در ۱۲ رشته ورزشی رقابت کردند.
سیندی نگامبا بوکسور کامرونی که از سوی کمیته المپیک بریتانیا به این تیم معرفی شده، توانست در المپیک ۲۰۲۴ با کسب مدال برنز نخستین مدال تیم پناهندگان را کسب کند، او در این رقابت‌ها در وزن ۷۵ ک‌گ بوکس زنان حضور داشت.